# Vindula triocellata
Vindula triocellata är en fjärilsart som beskrevs av Hans Fruhstorfer 1912. Vindula triocellata ingår i släktet Vindula och familjen praktfjärilar. Inga underarter finns listade i Catalogue of Life.